# Rødrettelse
En rødrettelse er en påtegnelse på udprintede eller udplottede tegninger, der viser en rettelse i forhold til originalen. Rødrettelser er påtænkt ved en senere lejlighed at skulle indarbejdes i original dokumentationen. 
Rødrettelser holdes på et minimum, da større ændringer til original dokumentationen ikke bør håndteres på dette niveau[kilde mangler].
Ordet rødrettelse, fremkommer da man ofte påtegner med en rød kuglepen.
 Der er for få eller ingen kildehenvisninger i denne artikel, hvilket er et problem. Du kan hjælpe ved at angive troværdige kilder til de påstande, som fremføres i artiklen.